# 달수 시리즈
달수 시리즈는 MBC에서 1995년 《베스트극장》의 한 에피소드인 〈달수의 재판〉으로 시작된 시리즈이며, 세상살이가 힘들고 고단하기만 한 서민을 대표하는 달수를 통해 이리저리 치여도 울분을 참아가며 어떻게든 살기 위해 안간힘을 쓴 샐러리맨 부부의 모습을 풍자적으로 그려내고 있다.

## 시리즈 목록
| 순      | 제목                                         | 방송 기간                       | 방송 횟수 |
| ------- | -------------------------------------------- | ------------------------------- | --------- |
| 1       | 《베스트극장 - 달수의 재판》                 | 1995년 6월 9일                  | 1부작     |
| 2       | 《베스트극장 - 달수의 집짓기》               | 1995년 11월 24일                | 1부작     |
| 3       | 《베스트극장 - 달수 아들 학교 가다》         | 1996년 5월 3일                  | 1부작     |
| 4       | 《베스트극장 - 달수의 차, 차, 차》           | 1996년 7월 5일                  | 1부작     |
| 5       | 《달수의 홀로 아리랑》                       | 1997년 9월 8일 ~ 1997년 9월 9일 | 2부작     |
| 6       | 《베스트극장 - 달수, 부메랑을 맞다》         | 1999년 6월 4일                  | 1부작     |
| 7       | 《베스트극장 - 달수 아들 과외하다》          | 2004년 5월 14일                 | 1부작     |
| 8       | 《베스트극장 - 달수, 성매매특별법에 걸리다》 | 2005년 3월 11일                 | 1부작     |
| 총 횟수 | 총 횟수                                      | 총 횟수                         | 9부작     |